# Фосилна горива
Фосилна горива су руде формиране природним процесима, као што је анаеробна декомпозиција покопаних мртвих организама, која садржи енергију која потиче из древне фотосинтезе. Старост организама и фосилних горива која су из њих настала је типично више милиона година, а понекад премашује 650 милиона година. Фосилна горива имају висок садржај угљеника и јављају се у виду нафте, угља, и природног гаса. Неки од деривата у широкој употреби су керозин и пропан. Фосилна горива могу да буду у опсегу од испарљивих материјала са ниским односом угљеника и водоника попут метана, до течности као што је бензин, до неиспарљивих материјала који се састоје од скоро чистог угљеника, као што је антрацитни угаљ. Метан се може наћи на угљоводоничним пољима било сам, везан за нафту, или у облику метанских клатрата.
Теорију да су фосилна горива формирана из фосилизованих остатака некадашњих биљки путем излагања топлоти и притиску у Земљиној кори током милиона година је приви представио Георг Агрикола 1556. године, и касније Михаил Ломоносов у 18. веку.
Америчка Служба за енергетске информације процењује да су се 2007. примарни извори енергије састојали од нафте 36,0%, угља 27,4% и природног гаса 23,0%, што је заједно сачињавало удео од 86,4% за фосилна горива у примарној потрошњи енергије у свету. Нефосилни извори су у 2006. години обухватали нуклеарне 8,5%, хидроелектричне 6,3%, и друге (геотермалне, соларне, таласе, ветар, дрво, отпад) који су допринели са 0,9%. Светска потрошња енергије је расла 2,3% годишње.
Фосилна горива се константно формирају путем природних процеса, међутим, она се генерално сматрају необновљивим ресурсима јер су потребни милиони година да се се формирају, а познате искористиве резерве се исцрпљују много брже него што нове настају.
Коришћење фосилних горива ствара озбиљне проблеме у животној средини. Сагоревањем фосилних горива се производи око 21,3 милијарди тона (21,3 гигатона) угљен-диоксида годишње. Процењује се да природни процеси могу да апсорбују само око половине те количине, тако да долази до нето повећања од 10,65 милијарди тона атмосферског угљен-диоксида годишње. Угљен-диоксид је један од гасова стаклене баште који повећава пријем радијације и доприноси глобалном загревању.

## Подела фосилних горива
Фосилна горива су горива која настају од природних ресурса као што је анаеробно распадање које долази од мртвих организама и стара су више од милион година. Ова врста горива садржи висок проценат угљеника и угљоводоника. Фосилна горива су данас основни извор енергије на Земљи.
У природи постоје три основна облика фосилних горива: чврсти (угаљ), течни (нафта) и гасовити (земни гас).

### Угаљ
Угаљ је органогено седиментна стена мрке до црне боје, која има способност да гори и може се користи као гориво. Настао је акумулацијом остатака копнених, ређе водених биљака и ретко од фито- и зоопланктона, у слатководној средини. Врсте угља: лигнит, смеђи угаљ, мрки угаљ, камени угаљ и антрацит.

### Нафта
Нафта је сложена смеша различитих једињења, углавном угљоводоника: алкана, циклоалкана и ароматичних угљоводоника. Настала је од биљних и животињских остатака дуготрајном фосилизацијом без присуства ваздуха у дубини Земљине коре.
Нафта је један од најважнијих руда, због својих деривата. До уљасте тамне течности (црно злато), се долази бушењем бушотина са површине до лежишта које може бити на дубини од више хиљада метара.

### Земни гас
Природни или земни гас је природно гасовито фосилно гориво са високим садржајем метана. Редовно је присутан у налазиштима нафте (гасна капа изнад лежишта) и сирова нафта на излазу из бушотине га садржи у издвојеном или у раствореном облику. По свом хемијском саставу овај гас је смеса нижих алкана од којих највећи део садржи од један до четири атома угљеника у молекулу. Садржај појединих угљоводоника у природном гасу се разликује од налазишта до налазишта. Тамо где се јавља заједно са нафтом (влажни гас) поред метана садржи и етан, пропан и бутан и обрнуто, суви земни гас поред метана не садржи наведене гасове са већим бројем атома угљеника. Осим угљоводоника земни гас у мањој мери садржи и примесе и то сагорљиве (CO, H2) и несагорљиве (2, O2 и 2), а неки природни гасови садрже и извесне количине сумпороводоника.

## Алтернативе
Како природи треба више времена да створи нове резерве фосилних горива, долази до смањења постојећих залиха. Због велике потражње долази до уништавања залиха, самим тим до пораста цене ресурса. Због последица дугогодишње експлоатације и прераде сировина, мора се пронаћи адекватна замена за све необновљиве сировине и њихове деривате. Неки од обновљивих видова енергије су:
- хидроелектрична,
- нуклеарна енергија,
- соларна енергија,
- геотермална енергија,
- енергија ветра.

Принцип понуде и потражње сугерира да како се залихе угљоводоника смањују, цене ће расти. Стога ће више цене довести до повећања потражње за алтернативним, обновљивим изворима енергије, те до сада не економични извори постају довољно економични за искориштавање. Вештачки бензин и други обновљиви извори енергије тренутно захтевају скупљу технологију при производњи и преради од начина производње конвенционалних нафтних резерви, али би у блиској будућности могли постати економски одрживи.

## Утицај фосилних горива на климу
Фосилна горива се налазе у распону од запаљивих материјала са ниским односом угљеника и водоника попут метана, до текуће нафте и незапаљивих материјала који се састоје од готово чистог угљеника, као антрацитни угаљ. Метан се може пронаћи у пољима угљоводоника, сам и са нафтом. Опште је прихваћено да су фосилна горива формирана од фосилизираних остатака мртвих биљака и животиња који су били изложени топлоти и притиску у Земљиној кори стотинама милиона година, ова биогеничка теорија је први пут представио Георг Агрикола 1556. године и касније Михаил Ломоносов у 18. веку.
Америчка служба за информације о енергији је проценила да су се у 2006. години примарни извори енергије састојали од нафте 36,8%, угља 26,6%, природног гаса 22,9%, што резултира 86% постотним уделом фосилних горива у примарној светској производњи енергије. Нефосилни извори укључивали су хидроелектричне са 6,3%, нуклеарне са 6% и (геотермалне, соларне, плиму, ветар, дрво, отпад) са 0,9%. Светска потрошња енергије расла је око 2,3% годишње.
Фосилна горива су необновљиви ресурси јер су потребни милиони година да би настала, и резерве се троше пуно брже него што нове настају. Производња и потрошња фосилних горива подстичу еколошку забринутост. Глобални покрет производње обновљиве енергије је на путу да помогне задовољавању повећаних потреба за енергијом.

## Важност
Фосилна горива су од велике важности јер могу бити спаљена (оксидована у угљен-диоксид и воду), стварајући знатну количину енергије. Искориштавање угља као горива је старије од писане историје. Угаљ је кориштен да покреће пећи за топљење металне руде. Получврсти угљоводоници су такође кориштени у давна времена али већином за креирање водонепропусних материјала и балзамирање.
Комерцијално искориштавање петролеја, већином као замена за уља од животињских извора (нпр. китовог уља) за кориштење у уљним лампама почела је у 19. веку. Природни гас, некад одбациван као нуспродукт производње петролеја, се сада сматра врло вредним ресурсом. Резерве природног гаса су исто тако главни извор елемента хелијума.
Тешко сирово уље, које је пуно вискозније од конвенционалног сировог уља, те катрански песак који се састоји од битумена помешаног са песком и глином, постају све важнији извори фосилних горива. Уљни шкриљац и слични материјали су седиментно камење које садржи кероген, комплексну мешавину органских једињења високе молекуларне тежине, који дају синтетско сирово уље када се загреју. Ове материјале тек треба комерцијално искористити. Та горива се употребљавају у моторима са унутрашњим сагоревањем, електранама на фосилна горива итд.
Пре друге половине 18. века ветрењаче и воденице давале су енергију потребну за индустрију као што је млевење брашна, резање дрвета и пумпање воде, а паљење дрвета и тресета давало је топлоту домовима. Широко распрострањено кориштење фосилних горива, прво угља, а касније петролеја, за покретање парних стројева, омогућило је индустријску револуцију. У исто време су у широку употребу улазиле гасне светиљке које су користиле природни гас или угљени гас. Проналазак мотора с унутрашњим сагоревањем и његово коришћење у аутомобилима и камионима увелико је повећало потребу за бензином и дизелом, који се производе од фосилних горива. Осталим облицима транспорта, железници и авионима такође су потребна фосилна горива. Друге главне употребе фосилних горива су у производњи струје и петрохемијској индустрији, а катран, остатак екстракције петролеја, користи се при изградњи путева.

## Нивои и проток
Резерве земље чине слојеви примарних енергетских извора. Кориштењем речи проток мисли се на продукцију. Најважнији део извора примарне енергије добија се из фосилне енергије на бази угљеника. Током 2002. године угаљ, нафта и природни гас чинили су 79,6% производње примарне енергије (34,9% + 23,5% + 21,2%)
Расположива (доказана) резерва од 2005. године до 2007. године биле су:
- Угаљ: 905 милијарда метричких тона (997.748 милијарда америчких тона), што износи еквивалентно 52.000.000 барела (8,3E+6 m3) уља по дану[23][24]
- Нафта: 84.000.000 барела по дану (13.400.000 m³/d)[25][26]
- Природни гас: 2.960 милијарде кубних метара (104.435 милијарде кубних стопа), што износи еквивалентно 19.000.000 барела (3.000.000 3) по дану[27]

На бази истраживања које су спровели часописи Oil and Gas Journal и World Oil, уз врло оптимистичне претпоставке које наводе, резерве примарних енергетских извора биле би довољне за следећи временски период:
- Угаљ: 417 година
- Нафта: 43 година
- Природни гас: 167 година

Горња предвиђања претпостављају да експлоатација примарних енергетских извора остане на истом нивоу за тај број година и да ће се резерве обнављати. Међутим, у стварности потрошња сва три ресурса се повећава. Иако то указује да ће се ресурси искористити брже, у стварности, кривуља производње наликује на кривуљу у облику звона, што значи, да ће у неком тренутку времена, производња сваког од ова три ресурса унутар неког подручја, земље, или глобално постићи максималну вредност, након чега ће производња падати све док не досегне тачку у којој више није економски исплативо или физички могуће производити, у складу са Хабертовом теоријом врхунца која се односи на нафту. Доказане резерве не укључују стратешке резерве, које (глобално) износе 4,1 милијарде барела.
Горња расправа наглашава потребу да се постигне енергетска равнотежа на светском нивоу. У том контексту, врло је вредно и знати годишњи однос између резерви и потрошње (Р/П) по регијама или државама. На пример, енергетска политика Велике Британије констатовала је да је однос између резерви и потрошње (Р/П) у Европи 3, што је врло ниско по светским стандардима, те је Европу енергетски врло рањива.

## Утицај на околину
Сагоревањем фосилних горива долази до ослобађања отровних гасова: азот оксида, сумпор-диоксида (. При ослобађању гасови одлазе у атмосферу где се мешају са водом која се у виду киселе кише враћа на земљиште. Није само сагоревање штетно. Сам процес експлоатације нафте, бушењем дубоких бушотина доводи до поремећаја водене флоре и фауне. Експлоатација угља условљава уништавање хиљаде и хиљаде хектара плодног земљишта, са својом флором и фауном.
Фосилна горива садрже и радиоактивне материје, углавном уранијум и торијум, који се испуштају у атмосферу. Овим начином 2000. године око 12.000 тона торија и 5.000 тона урана било је отпуштено у атмосферу.
Сеча, прерада и дистрибуција фосилних горива такође је део бриге за животну средину. Бушење нафте представља опасност за водену флору и фауну. Рафинерије нафте загађују воду и ваздух. Превоз угља захтева кориштење возова, док се нафта обично превози танкерима, тако да сваки начин транспортовања захтјева додатну потрошњу фосилних горива.